# School (vissen)

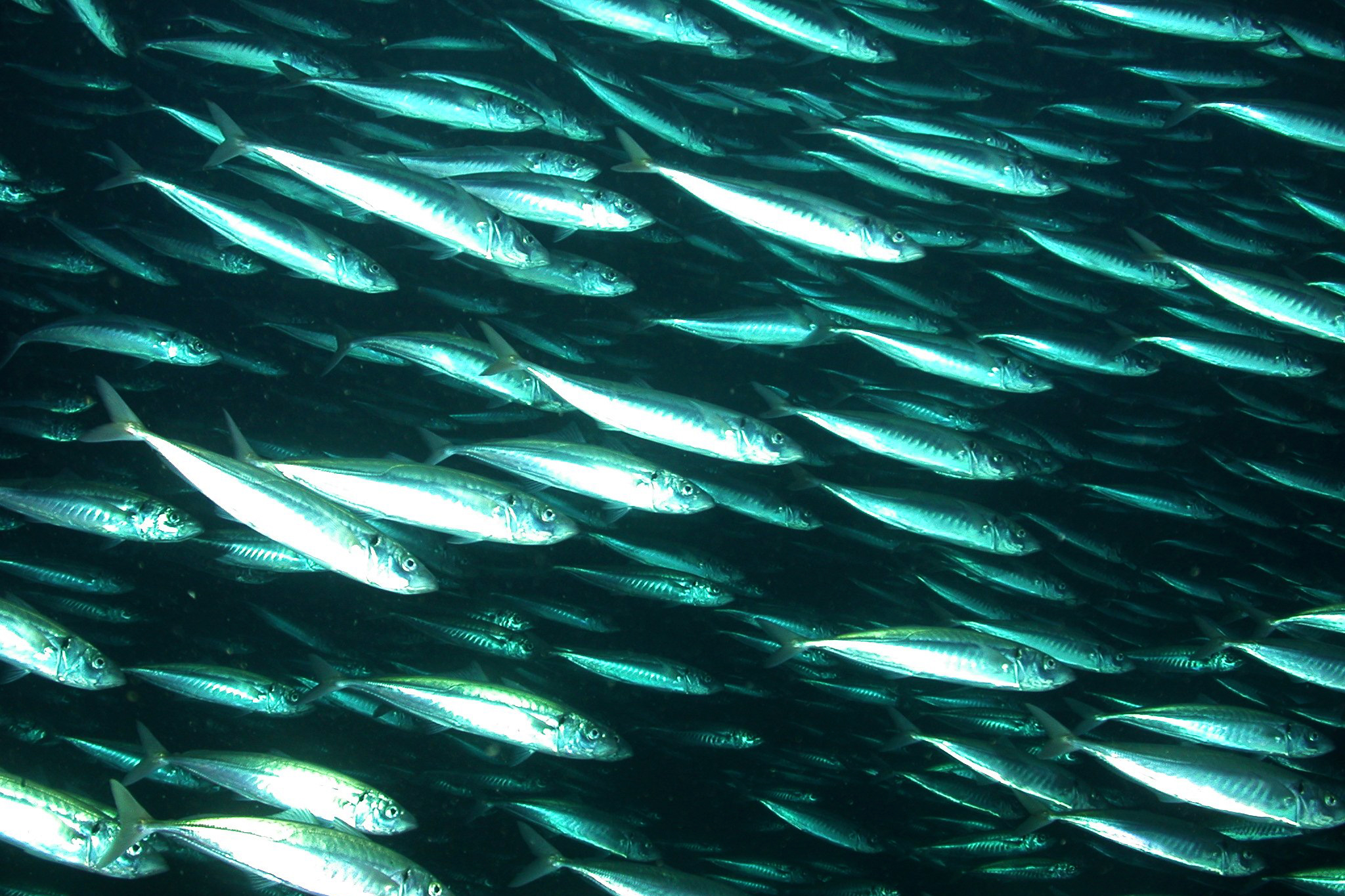
Een school van horsmakrelen.

Een school is een grote groep vissen van dezelfde soort die dicht op elkaar zwemmen. Het zwemmen in scholen heeft als voordeel dat de groep minder kwetsbaar is voor de aanvallen van roofdieren.
Een bekende soort die in scholen zwemt is de haring.
Het zwemmen van vissen in scholen is een voorbeeld van zelforganisatie. Een individu probeert steeds op dezelfde afstand te blijven van diegenen rondom hem. Hij is zich er niet van bewust waar hij zelf is. Hij heeft ook geen idee van de totale structuur. Er ontbreken leiders en slechts door toevalligheden verandert de zwemrichting.
Niet alleen vissen maar ook kikkervisjes, de larven van kikkers, zwemmen soms in scholen.